# Jugendarrestanstalt Berlin-Brandenburg
Die Jugendarrestanstalt Berlin-Brandenburg ist eine Jugendarrestanstalt in Berlin mit 31 Arrestplätzen, davon sechs für weibliche Personen. Die Anstalt liegt im Ortsteil Lichtenrade im Bezirk Tempelhof-Schöneberg in unmittelbarer Nähe zur Landesgrenze zu Brandenburg an der Bundesstraße 96. Vollzugsleiter ist Richter am Amtsgericht Jörg Pervelz.

## Zuständigkeit
Die Jugendarrestanstalt Berlin-Brandenburg ist zuständig für männliche und weibliche Jugendliche, Heranwachsende und Erwachsene – jeweils auch des Landes Brandenburg –, gegen die Jugendarrest nach § 16 JGG und/oder § 98 Abs. 2 OWiG zu vollstrecken ist. Der Jugendarrest ist Freizeitarrest, Kurzarrest oder Dauerarrest. Der Freizeitarrest wird für die wöchentliche Freizeit des Jugendlichen verhängt und auf eine oder zwei Freizeiten bemessen. Der Kurzarrest wird statt des Freizeitarrestes verhängt, wenn der zusammenhängende Vollzug aus Gründen der Erziehung zweckmäßig erscheint und weder die Ausbildung noch die Arbeit des Jugendlichen beeinträchtigt werden. Dabei stehen zwei Tage Kurzarrest einer Freizeit gleich. Der Dauerarrest beträgt mindestens eine Woche und höchstens vier Wochen. Er wird nach vollen Tagen oder Wochen bemessen.
Kommt der Jugendliche Weisungen schuldhaft nicht nach, so kann Jugendarrest nach § 13 Abs. 3 JGG (sog. Beugearrest) verhängt werden, wenn eine Belehrung über die Folgen schuldhafter Zuwiderhandlung erfolgt war. Wird die Verhängung oder die Vollstreckung der Jugendstrafe zur Bewährung ausgesetzt, so kann gemäß § 13a JGG daneben Jugendarrest (sog. Warnschussarrest) verhängt werden.

## Gefangenbetreuung
Die Stationen der Anstalt sind mit Küchenbereich, Gruppenraum, TV-Raum und Duschräumen ausgestattet. Daneben verfügt jede Station über ein Büro für die Gruppenbetreuer. Alle Arresträume sind gleich ausgestattet mit einem Bett, einem Stuhl, einem Schrank zur Aufbewahrung der persönlichen Sachen und einer Nasszelle (Toilette und Waschbecken). Für die tägliche Reinigung des Arrestraums ist der Arrestierte selbst verantwortlich.

## Geschichte
Eine erste Jugendarrestordnung wurde in Deutschland am 6. November 1940 erlassen. Die anfängliche Vollstreckung in Berlin erfolgte von 1940 bis 1942 im Amtsgerichtsgefängnis in Lichterfelde in der Söhtstraße 7 (heute Amtsgericht Schöneberg II) für männliche Arrestanten und im Gefängnis des Amtsgerichts Charlottenburg in der Kantstraße 79 in Charlottenburg für Arrestantinnen. Von 1942 bis 1945 wurde der Arrest im Gefängnis des Amtsgerichts Neukölln in der Schönstedtstraße 17 vollzogen.
Von 1945 bis 1947 diente der Fichtebunker in der Fichtestraße in Neukölln dem Arrestvollzug. 1947 wurden die Arreste wieder im Amtsgerichtsgefängnis in Neukölln durchgeführt mit Ausnahme der Freizeitarreste, die im Amtsgerichtsgefängnis Charlottenburg erfolgten. 1977 wurde die Jugendarrestanstalt Berlin in Berlin-Tiergarten, Alt-Moabit 5 unweit der Justizvollzugsanstalt Moabit eröffnet. 1988 wurde die Anstalt in die Neuwedeller Straße 4 in Neukölln verlegt. 1995 zog sie erstmals an ihren heutigen Standort in der Lützowstraße 45 in Lichtenrade. Ab 2012 war sie jedoch am Kirchhainer Damm 64–66 untergebracht.
Bis Juli 2015 bestand die Jugendarrestanstalt Königs Wusterhausen für Arrestanten aus Brandenburg. Am 10. September/21. Oktober 2015 unterzeichneten die Länder Berlin und Brandenburg einen Staatsvertrag über die Errichtung und den Betrieb einer gemeinsamen Jugendarrestanstalt. Dem Staatsvertrag stimmte das Abgeordnetenhaus von Berlin mit Gesetz vom 15. Dezember 2015 zu. Der Vertrag trat zum 1. März 2016 inkraft. So erfolgte die Umbenennung von Jugendarrestanstalt Berlin zu Jugendarrestanstalt Berlin-Brandenburg.
Im Jahr 2018 zog die Anstalt an den Friedrich-Olbricht-Damm 36 (bei der Jugendstrafanstalt Berlin und der Justizvollzugsanstalt Plötzensee). Das Gebäude, in dem Jugendarrestanstalt untergebracht gewesen war, wurde zeitweise als eine Abschiebungshafteinrichtung für Gefährder genutzt, bis diese im Juli 2021 temporär geschlossen wurde.
Die Jugendarrestanstalt kehrte zum 1. Januar 2021 an ihren bereits von 1995 bis 2012 genutzten Standort in der Lützowstraße zurück.